# Странг (Оклахома)
Странг (англ. Strang) — місто (англ. town) в США, в окрузі Мейз штату Оклахома. Населення — 64 особи (2020).

## Географія
Странг розташований за координатами 36°24′44″ пн. ш. 95°8′4″ зх. д. / 36.41222° пн. ш. 95.13444° зх. д. (36.412198, -95.134524).  За даними Бюро перепису населення США в 2010 році місто мало площу 0,69 км², уся площа — суходіл.

## Демографія
Згідно з переписом 2010 року, у місті мешкало 89 осіб у 44 домогосподарствах у складі 17 родин. Густота населення становила 129 осіб/км².  Було 55 помешкань (79/км²).
Расовий склад населення:
| - 60,7 % — білих - 32,6 % — корінних американців |

До двох чи більше рас належало 6,7 %. Частка іспаномовних становила 0,0 % від усіх жителів.
За віковим діапазоном населення розподілялося таким чином: 16,9 % — особи молодші 18 років, 71,9 % — особи у віці 18—64 років, 11,2 % — особи у віці 65 років та старші. Медіана віку мешканця становила 47,5 року. На 100 осіб жіночої статі у місті припадало 117,1 чоловіків;  на 100 жінок у віці від 18 років та старших — 131,2 чоловіків також старших 18 років.
За межею бідності перебувало 53,8 % осіб, у тому числі 75,0 % дітей у віці до 18 років та 28,6 % осіб у віці 65 років та старших.
Цивільне працевлаштоване населення становило 22 особи. Основні галузі зайнятості: роздрібна торгівля — 27,3 %, виробництво — 22,7 %, сільське господарство, лісництво, риболовля — 18,2 %.